# Onygena apus
Onygena apus är en svampart som beskrevs av Berk. & Broome 1851. Onygena apus ingår i släktet Onygena och familjen Onygenaceae.   Inga underarter finns listade i Catalogue of Life.